# Begonia × eximia
Begonia × eximia es una especie de planta perenne perteneciente a la familia Begoniaceae. 
Es un híbrido compuesto por Begonia hatacoa Buch.-Ham. ex D.Don × Begonia tenera Dryand.

## Taxonomía
Begonia × eximia fue descrita por Charles Lemaire y publicado en L'illustration horticole 7: t. 233. 1860.
Etimología
Begonia: nombre genérico, acuñado por Charles Plumier, un referente francés en botánica, honra a Michel Bégon, un gobernador de la excolonia francesa de Haití, y fue adoptado por Linneo.
eximia: epíteto latino que significa "selecto, distinguido".